# Stadttheater Kolberg

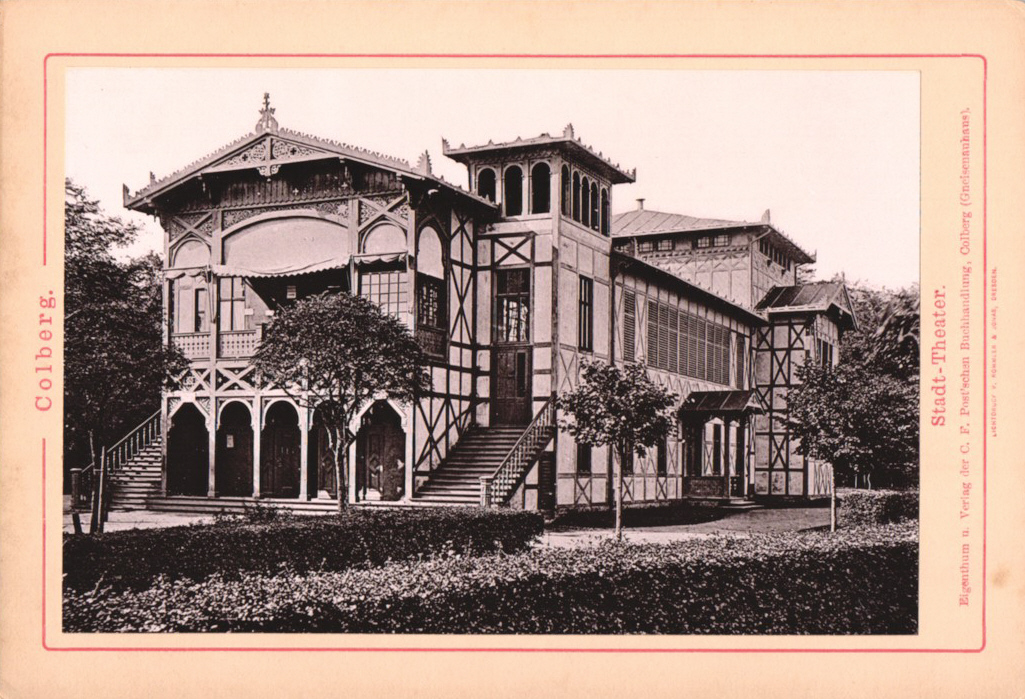
Stadttheater Colberg, um 1900

Das Stadttheater Kolberg war ein Theater in Kolberg (jetzt Kołobrzeg) in Hinterpommern von 1868 bis 1945.

## Geschichte
1868 wurde ein Theater im Stadtwäldchen des Ostseekurortes Kolberg gebaut. Die ursprünglichen Pläne stammten von Eduard Titz, die allerdings nach Vorschlägen von Carl Ferdinand Langhans durch den  Kreisbaumeister Funck erheblich  verändert wurden. Der Bau und Unterhalt wurde durch den Verkauf von Aktien finanziert, außerdem garantierte der engagierte Bürgermeister Hakel einen jährlichen Zuschuss durch die Stadt Kolberg.
Zur Eröffnung wurde die Jubel-Ouvertüre von Carl Maria von Weber und das Lustspiel Minna von Barnhelm von Lessing gespielt. Theaterdirektorin war zuerst Wilhelmine Bröckelmann, die Witwe des Theaterleiters Wilhelm Bröckelmann. 1879 übernahm die Stadt das Theater.
Das Theater diente der Unterhaltung der Kurgäste und   der einheimischen Bevölkerung. Gespielt wurden vor allem Schauspiele,  Opern und  Operetten. Besonders in den Sommermonaten kamen auch etwas bekanntere Schauspieler aus anderen Städten  als Gäste.
Das Theater bestand bis etwa 1945. Danach wurde es abgerissen.

## Gebäude
Das Gebäude war im Kurhausstil gestaltet, mit viel Holzbestandteilen, wahrscheinlich waren die Wände aber gemauert.
Der Zuschauerraum mit mehreren Logen und Rängen fasste zuerst 700 Plätze.
Das Gebäude befand sich im Stadtwäldchen. Jetzt ist dort eine Grünfläche an der nordöstlichen Seite des Park teatralny (Theaterpark).

## Persönlichkeiten
Die Besetzung der Schauspieler wechselte meist jährlich, auch die meisten Regisseure blieben nur wenige Jahre.
Regisseure
- Fritz Süßenbach, 1919/20

Schauspieler
- Paul Barnay, seit 1903
- Gertrude Langfelder, um 1905
- Brigitte Mira, frühe 1930er Jahre, Sommer
- Werner Nippen, 1937/38
- Barbara Gallauner, späte 1930er Jahre